# Luciano Borzone
Luciano Borzone (Genova, 1590 – Genova, 12 luglio 1645) è stato un pittore italiano.

## Biografia

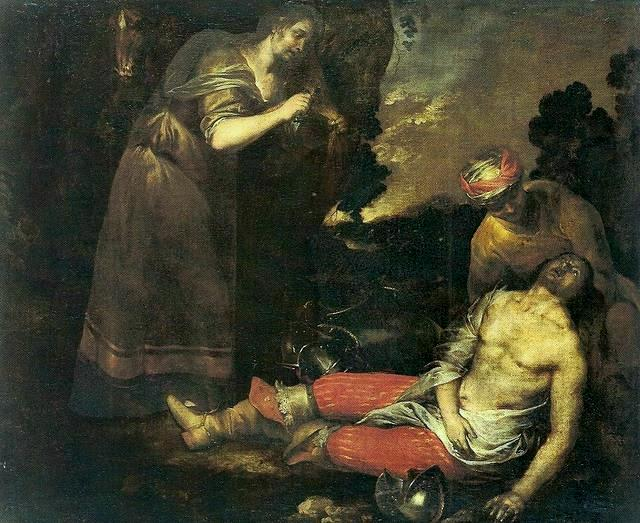
Erminia e Vafrino trovano Tancredi ferito (1635-45), Luciano Borzone. Museo nazionale delle belle arti, Rio de Janeiro.

Figlio di Silvestro e Veronica Bertolotto, venne avviato dalla famiglia agli studi letterari che abbandonò in favore della pittura, influenzato dalla sua frequentazione dello zio pittore, Filippo Bertolotto.
Grazie all'interesse di Alberico I Cybo-Malaspina, principe di Massa, entrò alla scuola di Cesare Corte. Conobbe Giovanni Carlo Doria, per cui realizzò varie opere e che seguì, intorno al 1614 a Milano come consulente d'arte. Nella città meneghina il Borzone venne a contatto con l'arte lombarda del seicento e ricevette numerose commissioni.
Ritornato a Genova, aprì bottega per conto suo, specializzandosi nel ritratto, di grande e piccolo formato.
Fu legato da amicizia a Bernardo Castello e Gabriello Chiabrera.
Realizzò inoltre il frontespizio de Ra Çittara Zeneize, raccolta di poesie in lingua ligure di Gian Giacomo Cavalli, che accoglie anche due componimenti del Borzone stesso: Se Ballin piggia in man ro sigorello e L'anno chi ne pareiva unna Trattuga.
Borzone, sposatosi con la nipote del maestro di musica Gerolamo Morello, ebbe tre figli tutti pittori: Francesco, Giovanni Battista e Carlo. Tra i suoi allievi, oltre ai figli, vanno citati Giovanni Battista Monti, Gioacchino Assereto, Silvestro Chiesa ed il Baciccio.Tra le sue opere la pala d'altare  Madonna del Rosario tra i santi Domenico e Caterina da Siena per la chiesa di San Giacomo a Sedrina nel 1626.
Morì cadendo da una scala mentre stava completando la sua ultima opera, il Presepe, conservata nella cappella della Madonna degli Angeli della basilica della Santissima Annunziata del Vastato in Genova.